# Bayer-Haus (Hannover)

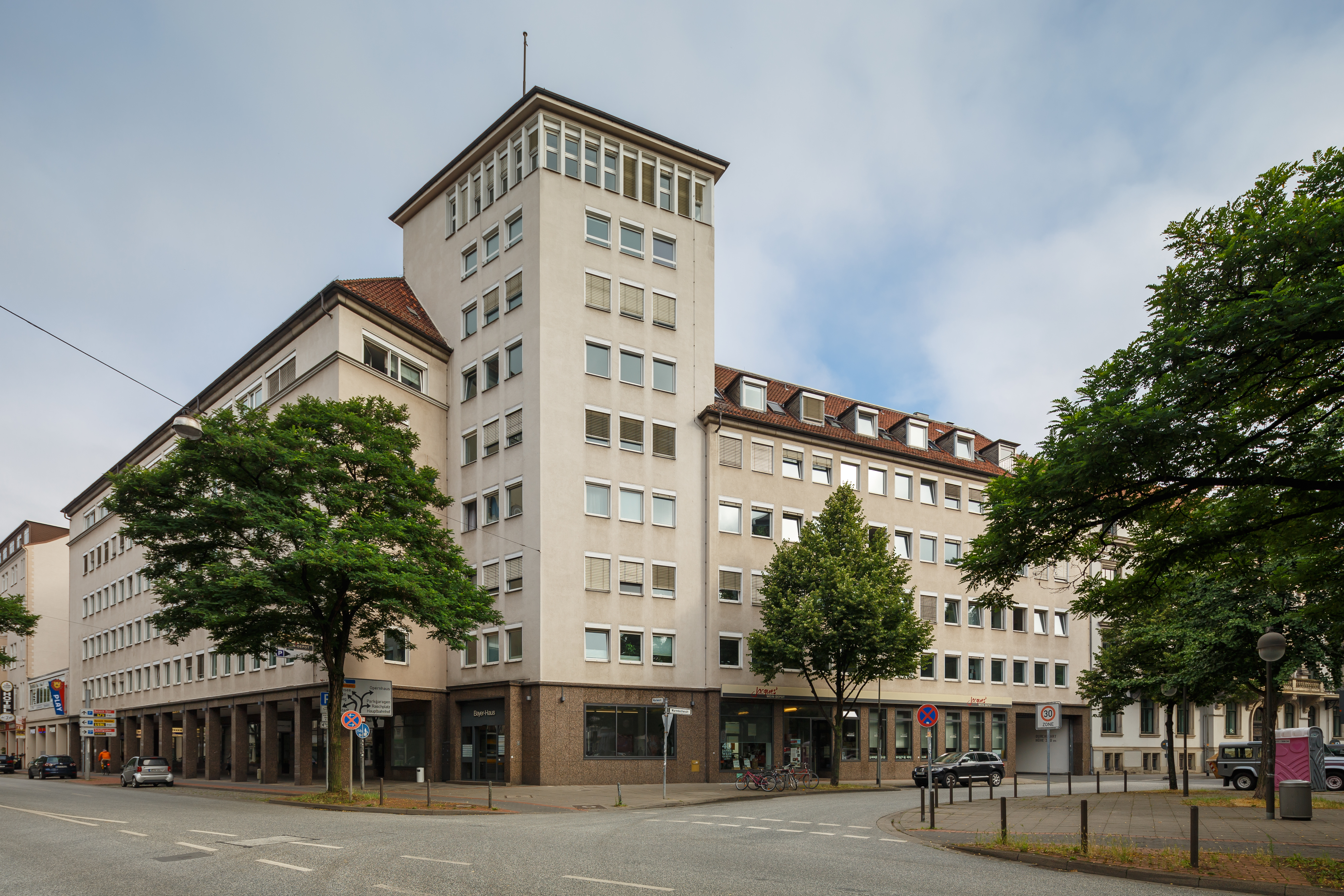
Das Bayer-Haus an der Marienstraße vor der Einmündung zum Aegidientorplatz

Das Bayer-Haus in Hannover ist ein für das Stadtbild der niedersächsischen Landeshauptstadt bedeutendes Bürogebäude. Standort des nach dem Chemie- und Pharmakonzern Bayer AG benannten Bauwerkes ist die Marienstraße Ecke Warmbüchenstraße im hannoverschen Stadtteil Mitte.

## Geschichte und Beschreibung

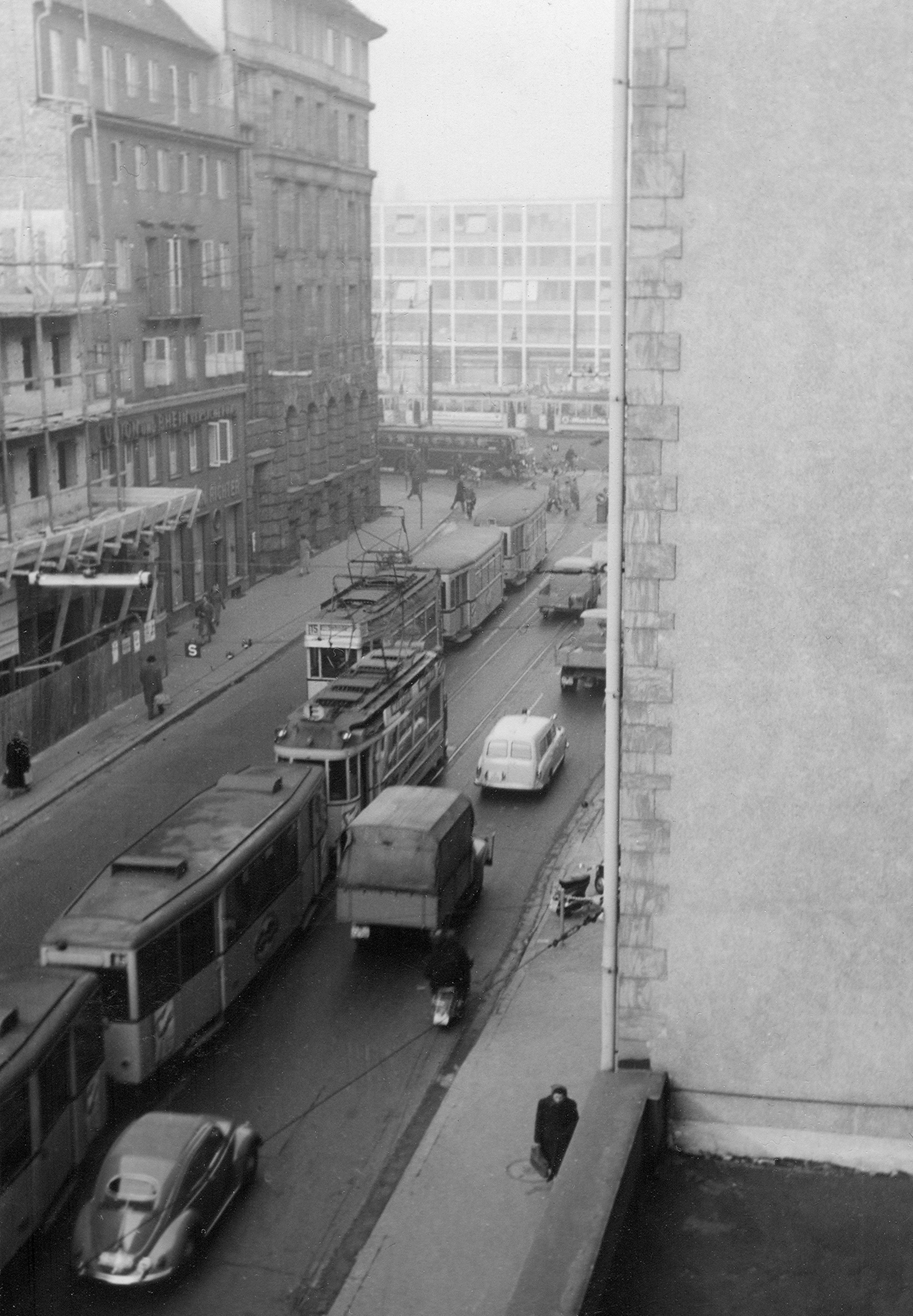
Blick vom Bayer-Haus auf die Straßenbahn in der Marienstraße;
Ende der 1950er Jahre

In der Nachkriegszeit entwarf der Architekt Hans Jaeckel im Auftrag der Bayer AG als Bauherrin einen über Eck errichteten Gebäudekomplex mit streng gegliederten Fassaden. Die Bauausführung oblag dem Unternehmen Gundlach Bau und Immobilien. Der leicht versetzte, neungeschossige Turm an der Einmündung zum Aegidientorplatz ist einem Torhaus nachempfunden, das die Zufahrt von Osten her in das Zentrum der niedersächsischen Landeshauptstadt überwacht. Eine Besonderheit bildet der langgezogene Arkadengang, „weil er zu den ganz wenigen seiner Art in Hannover gehört.“
Im Zeitraum von 2002 bis 2003 ließ die Niedersächsische Landesentwicklungs-Gesellschaft NILEG mit Hilfe des Architekturbüros stricker architekten bda das Bayer-Haus abschnittsweise mit seinen Büro- und Geschäftseinheiten umbauen und sanieren. Bei laufendem Betrieb wurde – neben der Modernisierung der schon zuvor vorhandenen Ladenflächen im Erdgeschoss – der gesamte Verwaltungsbau in einzelne Büroeinheiten unterteilt. Dabei wurden einzelne Einheiten über mehrere Geschosse durch den Einbau interner Treppen miteinander verbunden. Der ehemalige Kantinenbereich der Bayer AG wurde ebenfalls in Büroflächen umgewandelt. Insgesamt investierte die damalige Bauherrin seinerzeit rund 2,0 Millionen Euro.